# Немања Јарамаз
Немања Јарамаз (Никшић, 10. јул 1991) бивши је српски кошаркаш. Играо је на позицији бека. Његов млађи брат Огњен такође се бави кошарком.

## Биографија
Играо је у млађим селекцијама КК Тајминга и КК Крушевца, пре него што је 2006. прешао у јуниоре Партизана. Сениорску каријеру је почео у сезони 2009/10. у дресу Мега Визуре, где је наступао као позајмљени играч црно-белих.
Од сезоне 2010/11. заиграо је за Партизан. Исте године са клубом је освојио сва три домаћа трофеја — првенство Србије, Јадранску лигу и Куп Радивоја Кораћа. И наредну 2011/12. сезону је почео у Партизану али је у марту 2012. позајмљен Мега Визури до краја сезоне. У јуну 2012. потписао је једногодишњи уговор са италијанском Бјелом. У јануару 2013. добио је отказ у Бјели након чега је потписао за уговор са казахстанском Астаном до краја сезоне.
У јулу 2013. потписао је једногодишњи уговор са Туровом из Згожелеца. Са овим клубом је био шампион Пољске у сезони 2013/14. Продужио је уговор са Туровом и за наредну 2014/15. сезону.
У септембру 2015. потписао је за подгоричку Будућност. Са њима је освојио Куп Црне Горе за 2016. годину. У априлу 2016. прешао је у шпанску Манресу до краја сезоне. У такмичарској 2016/17. играо је у Пољској за Анвил Влоцлавек. У сезони 2017/18. био је у немачкој Бундеслиги где је прво играо за Етингер рокетсе а затим и за Левен Брауншвајг. Вратио се затим у Пољску и играо годину дана за Стал Остров Вјелкополски.
У јулу 2020. потписао је двогодишњи уговор са ФМП-ом. Наступио је на само једној утакмици за ФМП у Јадранској лиги, након чега је у октобру 2020. напустио клуб. Каријеру је затим наставио у мађарском Кечкемету. Последњи ангажман имао је у београдском Динамику са којим је наступао у Кошаркашкој лиги Србије током сезоне 2022/23.
Прошао је све млађе репрезентативне селекције. Освајао је златне медаље на Европским првенствима са кадетском репрезентацијом 2007. и јуниорском 2009.

## Успеси

### Клупски
- Партизан:
  - Првенство Србије (1): 2010/11.
  - Јадранска лига (1): 2010/11.
  - Куп Радивоја Кораћа (1): 2011.
- Туров Згожелец:
  - Првенство Пољске (1): 2013/14.
- Будућност:
  - Куп Црне Горе (1): 2016.

### Репрезентативни
- Европско првенство до 16 година:  2007.
- Европско првенство до 18 година:  2009.